# Vins d’Entraygues et du Fel
Die Vins d’Entraygues et du Fel bilden eine kleine Appellation für Wein im Südwesten Frankreichs (→ Sud-Ouest). Zunächst VDQS, hat sie seit dem 3. November 2011 den Status einer AOC. Die Appellation umfasst genau genommen zwei Weinbaugebiete: In der Umgebung des Ortes Entraygues-sur-Truyère 50 km nördlich von Rodez wird auf 6 ha Anbaufläche ein trockener Weißwein erzeugt (151 hl im Jahr 2002). Im einige Kilometer westlich gelegenen genannten Hügelland um die Gemeinden Le Fel und Vieillevie wird auf 15 ha überwiegend Rotwein angebaut (508 hl 2002). Das Anbaugebiet liegt zum größten Teil im Département Aveyron, berührt aber auch das benachbarte Cantal.

## Boden und Klima

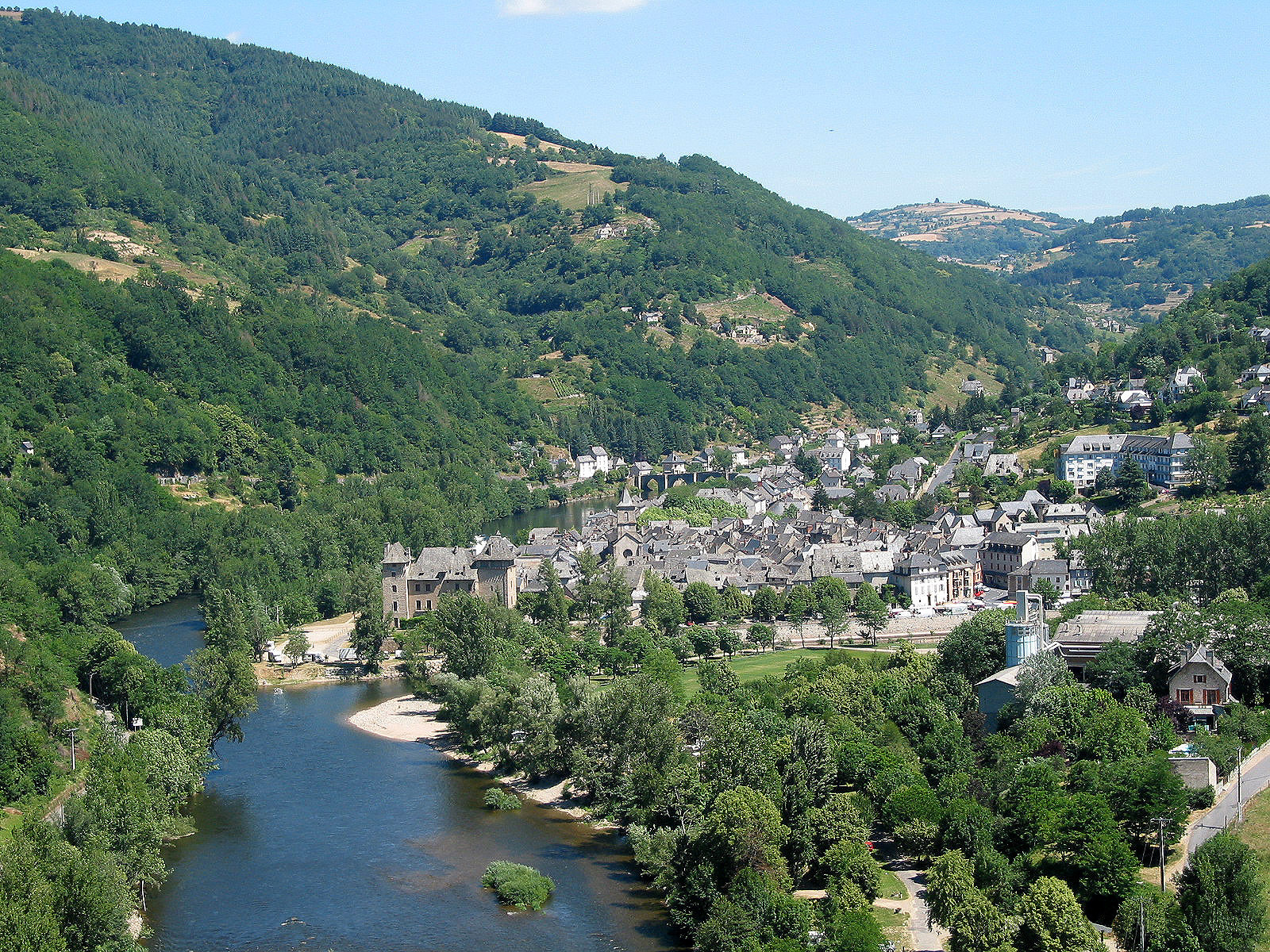
Entraygues-sur-Truyère an der Mündung der Truyère in den Lot

Die Weinberge liegen auf steilen, terrassierten Südhängen der von den Flüssen Lot und Truyère gebildeten Täler. Sie zählen zu den spektakulärsten in ganz Frankreich. Der karge Boden ist vom Granit des Zentralmassivs geprägt. Bei Entraygues besitzt er einen hohen Anteil an Schiefer. Das Klima ist kontinental dominiert. Mediterrane Einflüsse schaffen die Voraussetzungen, damit die Weinrebe in geschützten Lagen zur Reife gelangen kann.

## Rebsorten und Weine
Rebsorten und Weine weisen Parallelen zum benachbarten Gebiet von Estaing auf. Im Weißwein hat der hier Gamay Blanc genannte Chenin Blanc eine beherrschende Rolle erobert, der aus Gaillac bekannte Mauzac ist nahezu verschwunden. Er besitzt eine ausgeprägte Frucht (Äpfel, Mandeln) und ein intensives Bukett. Seine kräftige Säure verleiht ihm ein gutes Lagerpotenzial.
Der Rotwein wird vor allem aus Fer Servadou – hier Mansoi genannt – gekeltert. In die Cuvées fließen zudem Gamay, Cabernet Franc und Cabernet Sauvignon ein. Zugelassen sind außerdem Merlot, Mouyssaguès und Pinot Noir. Die Rotweine sind fruchtig und geschmeidig. Roséweine werden als Nebenprodukt der Rotweinproduktion gewonnen.

## Geschichte
Der Weinbau im oberen Tal des Lot reicht bis ins 9. Jahrhundert zurück. Die ersten Weinberge wurden von den Mönchen von Conques angelegt. Im Mittelalter gehörten viele Weinberge den Bischöfen von Rodez. Später deckten sie den Bedarf der Bürger von Aurillac und der Bauern des Aubrac. Vor der Reblauskatastrophe waren rund 1.000 ha bestockt. Der anschließende Niedergang führte zur Aufgabe der meisten, sehr schwer zu bewirtschaftenden Weinberge. 1965 erhielten die Weine den Status einer VDQS, seit 2011 AOC. Eine Handvoll unabhängiger Winzer erhält heute den Weinbau in der Region am Leben.

## Erzeuger
- Domaine Mousset (6 ha, Le Fel): Rotwein aus Cabernet Franc und Fer Servadou, Weißwein aus Chenin Blanc
- Les Terrasses du Haut-Mindic (2,5 ha, Le Fel): Rot- und Roséwein aus Cabernet Franc, Fer Servadou und Pinot Noir.
- Les Terrasses de la Viadalie (2 ha, Viellevie): Rot- und Roséwein aus Cabernet Franc und Fer Servadou, Weißwein aus Chenin Blanc